# Gare de Sherbrooke (Canadien National)
La gare de Sherbrooke (Canadien National) est une gare ferroviaire canadienne fermée, érigée par le chemin de fer Canadien National en 1890, avec des modifications exécutées en 1907.
La Gare du Canadien National est située au 50-80, rue du Dépôt, au centre de la ville de Sherbrooke. Située à proximité de la rivière Saint-François, c’est une gare victorienne aux proportions importantes formée de deux ailes d’un étage sous des toits en mansarde situées de part et d’autre d’un pavillon central d’un étage et demi. Elle présente d’élégants détails pittoresques et abrite à la fois le terminus principal des voyageurs (construit en 1890) et une annexe pour la messagerie (construite en 1907).

## Patrimoine ferroviaire
Elle est citée Gare ferroviaire patrimoniale en 2000.